# 川西过路黄
川西过路黄（学名：Lysimachia pteranthoides）是报春花科珍珠菜属的植物，为中国的特有植物。分布于中国大陆的四川、云南等地，生长于海拔2,100米的地区，多生于山坡林缘，目前尚未由人工引种栽培。